# Chicago Air & Water Show
Chicago Air & Water Show – cykliczna impreza organizowana w Chicago łącząca cywilne i wojskowe pokazy lotnicze oraz pokazy sportów wodnych na jeziorze Michigan. Dwudniowy festiwal organizowany jest corocznie od 1958 roku w sierpniu i gromadzi ponad 2 miliony widzów. Jest to najstarsza i największa dwudniowa impreza tego typu w Stanach Zjednoczonych.

## Uczestnicy

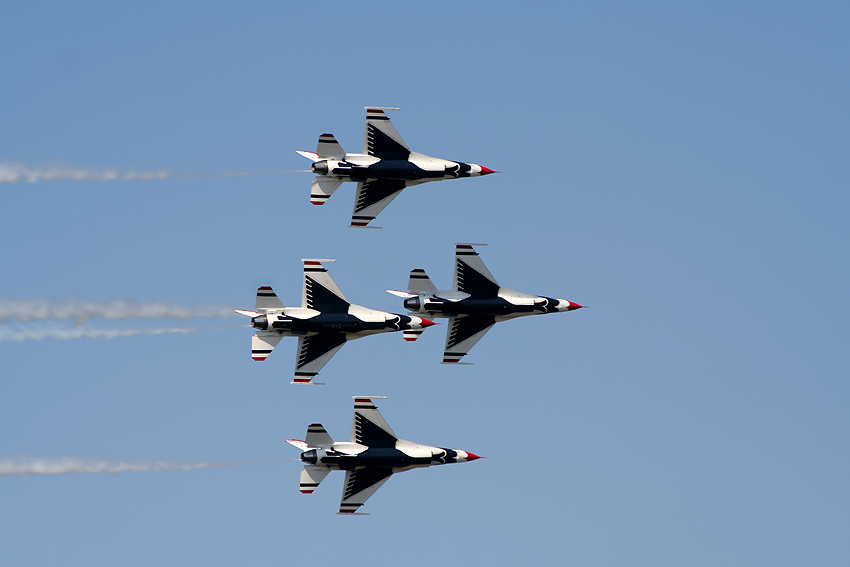
U.S. Air Force Thunderbirds

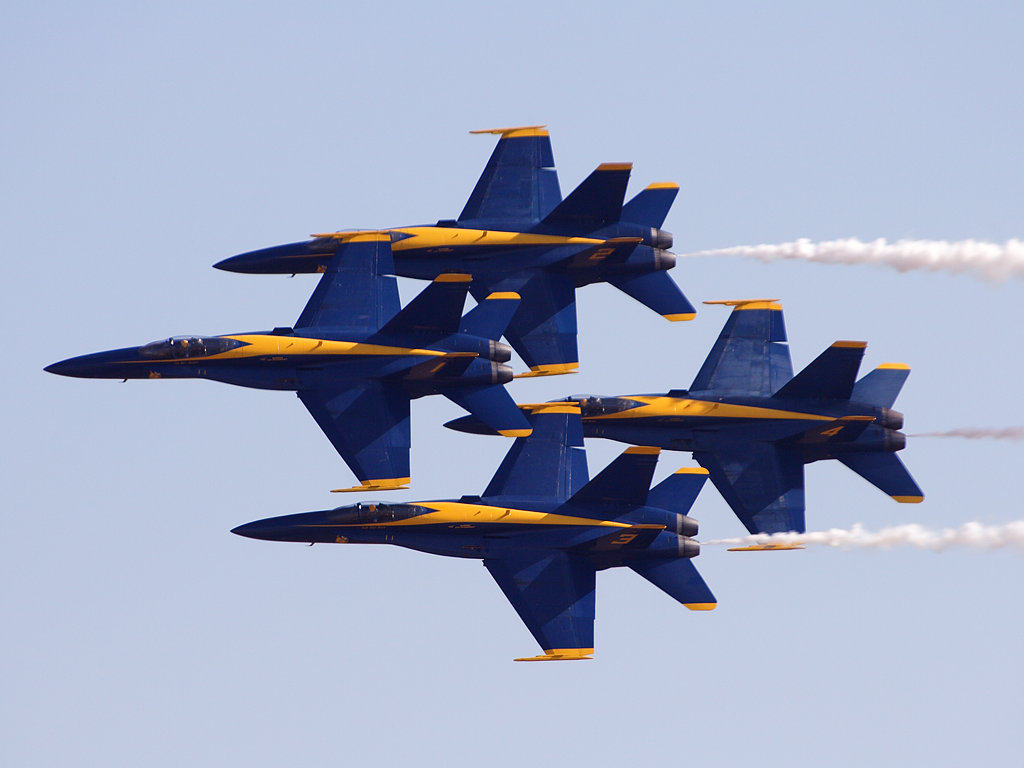
U.S. Navy Blue Angels

W pokazach uczestniczyły między innymi następujące lotnicze zespoły akrobacyjne:
- U.S. Air Force Thunderbirds
- U.S. Navy Blue Angels
- U.S. Army Parachute Team Golden Knights
- Red Barron Pizza Squadron
- AeroShell Aerobatic Team
- Air Force Reserve
- Major Ed Hamill
- Lima Lima Flight Team
- Sean Tucker and Team Oracle
- Firebirds

W pokazach uczestniczyły również między innymi następujące wodne zespoły akrobacyjne:
- Shell Extreme Water Show
- Liquid X Freestyle Pro Tour
- Munson Ski and Inboard Water Sports Ski Team

## Program w 2007 roku

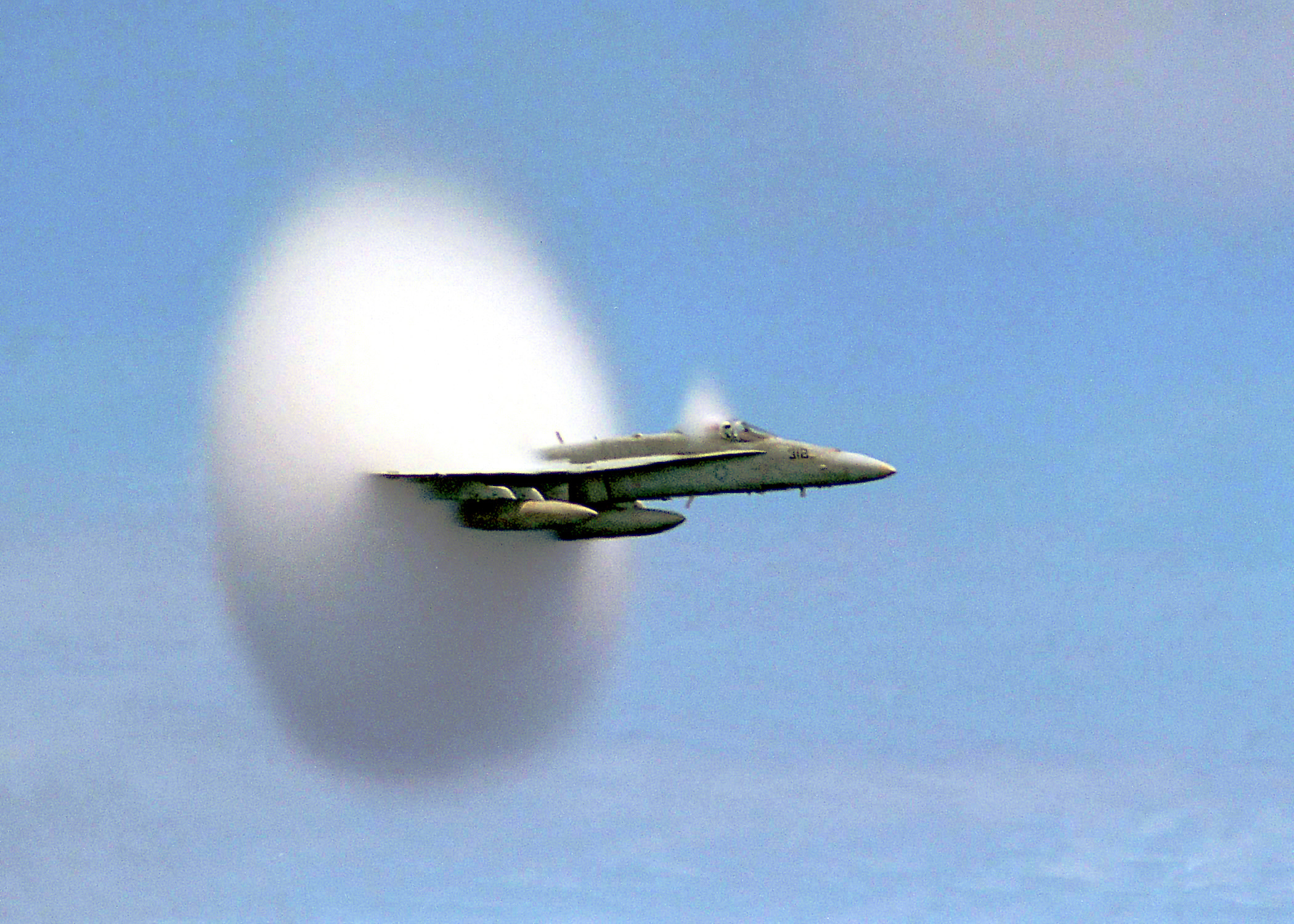
U.S.N. F-18 Demo

W 2007 roku pokazy miały miejsce 18 i 19 sierpnia. Zaplanowano między innymi pokazy z uczestnictwem następujących samolotów wojskowych:
- USAF A-10 Thunderbolt,
- USAF B-1B Lancer Bomber,
- USAF B-52 Stratofortess,
- USAF C-130 Hercules,
- USAF F-117A Nighthawk,
- USAF F-15E Strike Eagle Demonstration,
- tankowanie w powietrzu USAF F-16 Fighting Falcon z KC-135 Stratotanker),
- USAF KC-10 Extebder,
- USAF T-37 Tweet Demonstration,
- USAF T-38 Talon Demonstration,
- demonstrację wodno/powietrznej akcji ratunkowej przeprowadzaną przez U.S. Coast Guard,
- U.S. Army UH-60 Blackhawk Helicopter,
- USAF Stealth F/A-22 Raptor-Demo,
- U.S.N. F-18 Demo.

## Wypadki
W 2005 roku podczas sobotniego pokazu w powietrzu doszło do drobnej kolizji pomiędzy samolotami F-16 należącymi do grupy U.S. Air Force Thunderbirds, na skutek której spod skrzydła jednego z samolotów odpadła część i wpadła do jeziora Michigan. Obyło się bez ofiar, jednak odwołano pokazy grupy Thunderbirds w kolejnym dniu oraz w 2006 roku.
W 2007 roku niedzielne pokazy zostały przerwane około południa z powodu ulewnego deszczu. Był to pierwszy przypadek przerwania pokazów z powodu niesprzyjającej pogody w 49-letniej historii imprezy.